# Anna Ovena Hoyer
Anna Ovena Hoyer, i Sverige, p.g.a. felläsning i efterhand kallad Anna Orena Höijer, född i Koldenbüttel i Ejdersted, Nordfriesland 1584, död 27 november 1655, var författare (religiös svärmare) och poet, ursprungligen från Tyskland men sedan bosatt och verksam i Sverige. Höijer, som tillhörde vederdöparna hade lämnat Tyskland på grund av religionsförföljelser sedan hon kritiserat lutherdomen. Hon bosatte sig då i Sverige där hon genom sina skrifter uttryckte sina övertygelser i "svärmisk och sekteristisk" ton. Hon var mor till ålderstyrmannen och hovastronomen Fredrik Herman Höijer.

## Biografi
Dotter till den förmögne Hans Owens men föräldralös från tre års ålder och uppfostrad av sin farbror utbildades hon i astronomi, litteratur och klassikerna. Hennes hemgift var mycket stor och lockade flera friare. 15 år gammal blev hon år 1599 gift med Herman Hoyer, adlig ståthållare i Ejdersted, och bodde på herresätet Hoyersworth i Oldenswort. Efter att ha blivit änka 1622 ägnade hon sig allt mer åt sitt författarskap.
Hennes diktning flödar ur ett rent religiöst intresse och skarp polemiskt riktad mot det lutherska prästerskapet och dess intoleranta hållning som hon ansåg oförenlig med den kristna kärlekens krav. Hotad av prästerna och utarmad av sin ända till slöseri drivna välgörenhet, sålde hon sitt gods till änkehertiginnan Augusta och kom sannolikt redan år 1632 över Hamburg till Sverige. I sina verk fokuserar hon på den enskilda människans gudsrelation, men uttrycker också bland annat motvilja mot att döda något som helst levande, agerar rådgivare för äldre kvinnor om hur yngre mäns uppvaktning ska bemötas, samt skildrar klarsynt olika uttryck för fjäsk för ståndspersoner. Hon blev svärmare under kontakten med separatisterna Nicolaus Knutzen Teting och Hartvig Lehmann, religiösa flyktingar från Flensborg, som hon gav asyl. Hon skrev även nidskrifter på plattyska i vilka hon förlöjligade det hon ansåg vara en urvattnad lutherska kyrka.
I Sverige arrenderade hon först Blekhem gods i Törnsfall vid Västervik, men bosatte sig 1634 på Ladugårdslandet vid Stockholm på en gård, "Sittwick", som hennes landsmanninna och beskyddarinna änkedrottning Maria Eleonora skänkte henne. År 1650 samlade hon sina skrifter i samlingen Geistliche och Weltliche Poemata som utgavs i Amsterdam; boken förbjöds samma år i hennes hemland såsom varande kättersk. Valspråk: Quis et Deus (Vem är som Gud).
Uppgiften att Anna Ovena Hoyer ursprungligen skulle ha varit född i Norge, nämnt i "Anteckningar om svenska qvinnor" saknar helt grund.
Ett flertal kända svenskar, såsom Olof Palme och Carl Milles är ättlingar till Anna Ovena Hoyer. Även i Finland har hon ett stort antal ättlingar genom släkten Mornei, som etablerades i den östra riksdelen under 1700-talet.

## Verk
- Poem, utkom anonymt i Schleswig 1617
- «Gespräch eines Kindes mit seiner Mutter» (1628)
- «De denische Dörp-Pape» (antiklerikal nidskrift på plattyska, 1630)
- «Das Buch Ruth» (Stockholm, 1634)
- «Posaunenschall vom Abendmahl ins Konigs Saal nach Babels Fall» (1644)
- «Lob-Liedlein zu Ehren der Schwedischen Cronen» (1644)
- «Ein Schreiben übers Meer gesandt an die Gemein in Engellandt aus einer alten Frauen Hand, die ungenandt Gott ist bekandt» (1649)
- «Geistliche und weltliche Poëmata» (samlingsverk) utkom 1650 i Amsterdam